# Marija Korytcewa
Marija Korytcewa, ukr. Марія Коритцева (ur. 25 maja 1985 w Kijowie) – ukraińska tenisistka, zwyciężczyni sześciu turniejów WTA w grze podwójnej, reprezentantka kraju w Pucharze Federacji.

## Kariera tenisowa
Przygodę z tenisem rozpoczęła w wieku sześciu lat. W turniejach juniorskich zadebiutowała w 2001 roku, a jej pierwszym większym osiągnięciem był półfinał turnieju ITF w Antei na Ukrainie. W 2002 rozegrała ostatnie spotkanie juniorskie, podczas turnieju w Umag przegrywając z Martą Domachowską. Już w 2001 roku próbowała swoich sił w kobiecych turniejach ITF. W kwietniu 2002 przegrała finał w Dubrowniku, a w lipcu zdobyła swój pierwszy tytuł w Toruniu. Po serii słabszych występów kolejny finał odnotowała we Lwowie w 2003. Kilka miesięcy później wygrała w Garching bei München, a następnie doszła do dwóch finałów z rzędu, w Rimini i Tbilisi. Wówczas zaczęła startować w eliminacjach do turniejów WTA oraz Wielkich Szlemów, ale większość prób kończyła się na pierwszej rundzie. W 2004 roku bliska była zagrania w J&S Cup, lecz przegrała w trzeciej rundzie. Znów odnotowała spadek formy, dopiero w 2005 roku wygrywając kilka ITF-owskich turniejów. Zagrała w turnieju zawodowym w Taszkencie, odpadając w pierwszej rundzie. Zdobyła pierwszy zawodowy tytuł WTA w Palermo w grze podwójnej.
W czerwcu 2007 we włoskiej Bielli pokonała Urszulę Radwańską i Jekatierinę Byczkową, przegrywając z Włoszką Flavią Pennettą. W turnieju WTA w Palermo w pierwszej rundzie uległa Agnieszce Radwańskiej. Włoch nie opuściła jednak bez sukcesu, bo w parze z Darją Kustawą zdobyły tytuł WTA w grze podwójnej.
We wrześniu 2007 dotarła do finałów imprezy Sunfeast Open, zarówno w singlu jak i w deblu. W 2011 odniosła wygrała 2 turnieje w grze podwójnej - w Acapulco (w parze z Ioaną Ralucą Olaru) i w Baku (wraz z Taccianą Puczak).

## Wygrane turnieje WTA

### Gra podwójna (6)
|    | Data       | Turniej                            | Kat.          | ($)     | Naw.   | Partnerka      | Finalistki                                    | Wynik          |
| 1. | 18/07/2005 | Palermo, Internazionali di Palermo | Kategoria IV  | 140 000 | ziemna | Giulia Casoni  | Klaudia Jans Alicja Rosolska                  | 4:6, 6:3, 7:5  |
| 2. | 16/07/2007 | Palermo, Internazionali di Palermo | Kategoria IV  | 145 000 | ziemna | Darja Kustawa  | Alice Canepa Karin Knapp                      | 6:4, 6:1       |
| 3. | 31/12/2007 | Auckland, ASB Classic              | Kategoria IV  | 145 000 | twarda | Lilia Osterloh | Martina Müller Barbora Z. Strýcová            | 6:3, 6:4       |
| 4. | 21/09/2008 | Guangzhou, Guangzhou Women's Open  | Kategoria III | 175 000 | twarda | Tatiana Puczek | Sun Tiantian Yan Zi                           | 6:3, 4:6, 10-8 |
| 5. | 26/02/2011 | Acapulco, Abierto Mexicano TELCEL  | International | 220 000 | ziemna | Raluca Olaru   | Lourdes Domínguez Lino Arantxa Parra Santonja | 3:6, 6:1, 10-4 |
| 6. | 24/07/2011 | Baku, Baku Cup                     | International | 220 000 | twarda | Tatiana Puczek | Monica Niculescu Galina Woskobojewa           | 6:3, 2:6, 10-8 |

## Wygrane turnieje rangi ITF
| turnieje z pulą nagród 100 000 $ |
| turnieje z pulą nagród 75 000 $  |
| turnieje z pulą nagród 50 000 $  |
| turnieje z pulą nagród 25 000 $  |
| turnieje z pulą nagród 15 000 $  |
| turnieje z pulą nagród 10 000 $  |

### Gra pojedyncza
|    | Data       | Turniej    | ($)    | Naw.   | Finalistka             | Wynik         |
| 1. | 14/07/2002 | Toruń      | 10 000 | ziemna | Jana Macurova          | 6:3, 6:0      |
| 2. | 20/07/2003 | Garching   | 25 000 | ziemna | Elise Tamaëla          | 2:6, 6:4, 6:2 |
| 3. | 29/05/2005 | Campobasso | 25 000 | ziemna | Zuzana Kučová          | 5:7, 6:1, 7:5 |
| 4. | 05/06/2005 | Galatina   | 25 000 | ziemna | Jelena Wiesnina        | 6:3, 6:2      |
| 5. | 25/09/2005 | Jounieh    | 75 000 | ziemna | Lourdes Domínguez Lino | 7:5, 7:5      |
| 6. | 11/10/2007 | Jounieh    | 25 000 | ziemna | Laura Siegemund        | 6:1, 6:3      |
| 7. | 10/09/2016 | Bucza      | 10 000 | ziemna | Alexandra Perper       | 4:0 krecz     |